# خانه (فیلم ۲۰۱۲)
«خانه» (ความรัก ความสุข ความทรงจำ) یک فیلم است که در سال ۲۰۱۲ منتشر شد.